# New York Red Bulls II
Il New York Red Bulls II è un club calcistico professionistico statunitense di New York, che disputa le proprie sfide interne presso il MSU Soccer Park di Montclair, nel New Jersey. È la squadra riserve della franchigia MLS dei New York Red Bulls. 
Attualmente partecipa alla MLS Next Pro, campionato riserve della MLS, posto al terzo livello nella piramide calcistica statunitense.

## Storia
I N.Y. Red Bulls II nacquero ufficialmente il 21 gennaio 2015, quando la franchigia MLS dei New York Red Bulls acquistò i diritti per schierare la propria squadra riserve all'interno della United Soccer League, l'allora terzo livello del calcio statunitense. L'obiettivo era quello di permettere ai giovani giocatori che non avrebbero trovato spazio in prima squadra di poter crescere giocando con continuità in un campionato professionistico. La squadra avrebbe disputato le partite interne presso la Red Bull Arena di Harrison, nel New Jersey. Il 2 marzo 2015 fu annunciato che l'ex giocatore dei Red Bulls John Wolyniec sarebbe stato il primo allenatore della storia della franchigia. Poco dopo fu annunciato il primo giocatore ad essere ingaggiato, il prodotto del vivaio nonché futuro giocatore del RB Lipsia Tyler Adams.
Il 28 marzo 2015, il club disputò il suo primo incontro ufficiale pareggiando per 0-0 contro i Rochester Rhinos.
Il 10 maggio 2016 la società annunciò che a partire dalla stagione successiva la squadra avrebbe giocato in casa presso il MSU Soccer Park di Montclair.
Il 7 settembre 2016 la squadra vinse il primo trofeo della propria storia, il titolo della stagione regolare della USL, a seguito di una vittoria per 4-1 sul campo degli Harrisburg City Islanders. Poche settimane dopo, il 23 ottobre, i N.Y. Red Bulls II si laurearono campioni della USL dopo aver sconfitto nella finale del campionato disputata alla Red Bull Arena gli Swope Park Rangers con un altisonante 5-1. Nel corso dei playoff, la squadra era riuscita in precedenza a sconfiggere l'Orlando City B per 4-0 e ad eliminare ai calci di rigore i Rochester Rhinos e il Louisville City.
Negli anni immediatamente successivi al titolo la squadra si confermò ai piani alti della USL e nella post-season fu in grado di raggiungere la finale della Eastern Conference sia nel 2017 che nel 2018. In entrambi i casi, però, il cammino verso un altro titolo si interruppe sul campo del Louisville City, alla fine laureatosi campione USL in entrambe le annate.
Nell'abbreviata stagione 2020 di USL Championship, i Red Bulls II sono tornati a giocare in casa presso la Red Bull Arena a causa di motivi legati alla pandemia di coronavirus.

## Palmarès

### Competizioni nazionali
- USL: 1

2016

### Altri trofei
- Commissioner's Cup: 1

2016